# Jesús Fernández López
Jesús Fernández, más conocido como Tano, nacido en Oviedo, es un piloto de rally español, que actualmente compite en el Campeonato de Asturias de Rallyes con la escudería AMP Classic Team.

## Trayectoria
Inició su andadura en la competición automovilística en la disciplina del karting. Y lo hizo con notable éxito ya que se proclamó Campeón de Asturias de ICC125 en el 2004 después de haber sido ya campeón en el 2003.
El siguiente paso fue ya la montaña, pero al volante de vehículos de la categoría CM, compitiendo en pruebas de los Campeonatos de España y Asturias durante las temporadas 2005 y 2006 al volante de un bmw 660 csi y un BRC CM05 respectivamente. Con ambos siguió fiel al espectacular estilo que ya exhibiese en los karts, convirtiéndose en uno de los pilotos más aplaudidos por los aficionados.
En el 2007, se pasa a la máxima categoría del nacional de montaña, los superturismos, compitiendo con un Audi A4, antes pilotado por Fombona, preparado por B9 Racing y ganando ya en su primera carrera, la Fase A de la Subida a Trassierra, en Córdoba. Actualmente sigue haciendo alguna que otra prueba de montaña.
El mismo 2007 empieza a tener apariciones en el Campeonato de Asturias de Rallyes, con un Mitsubishi Evo VII, el cual dejaría a un lado para empezar la temporada del 2009 con un Subaru Impreza WRC, el cual tuvo muchos problemas de adaptación y de fallos en ciertas piezas en la que no conseguía hacer el coche competitivo, hasta que en el Rally de Boal tuvo una salida y el coche quedó completamente calzinado por las llamas, diciendo adiós a la temporada. En el apartado de Montaña finalizó el campeonato en octava posición, hizo tres participaciones con tres podiums, Victoria en la Subida a La Manzana y tercero en la Subida a Santo Emiliano y la Subida al Fito.
Para el 2010 trae un Subaru S10 WRC, en esta temporada consiguió la victoria nuevamente en el Rally Arroes-Gijón y en la que sigue adaptándose al coche y poniéndolo a punto. En el apartado de Montaña finalizó el campeonato en quinta posición, con un solo pódium en la Subida al Sueve.
En 2017 disputó el rally princesa en la categoría de Legend. Después de un día de múltiples comtratiempos mecánicos y climátologicos consiguió una gran victoria haciendo disfrutar al público con su impresionante Subaru Impreza WRC.

## Palmarés
| Año  | Título                            | Vehículo           |
| ---- | --------------------------------- | ------------------ |
| 2004 | Campeonato de Asturias de Karting | ?                  |
| 2009 | Rally Arroes-Gijón                | Subaru Impreza WRC |
| 2010 | Rally Arroes-Gijón                | Subaru Impreza WRC |
| 2011 | 7º Rally Arroes-Gijón             | Subaru Impreza WRC |
| 2011 | Rally de Boal                     | Subaru Impreza WRC |